# MechWarrior 5: Mercenaries
MechWarrior 5: Mercenaries è un videogioco di simulazione bellica di pilotaggio di mech in singleplayer (con visuale in prima o in terza persona), ispirato al gioco da tavolo BattleTech. Sviluppato da Piranha Games, è stato pubblicato il 10 dicembre 2019 per Windows. Il gioco verrà distribuito sulla piattaforma di distribuzione di contenuti digitali Epic Games Store, temporaneamente in esclusiva per un anno.

## Trama
L'ambientazione generale è quella di BattleTech, dove l'umanità ha colonizzato una larga porzione di Via Lattea, poi suddivisa in Stati interstellari controllati da dinastie nobiliari guerrafondaie. In conseguenza di ciò, la galassia è divenuta teatro di ostilità interminabili. I mech detti BattleMech, macchine imponenti e avanzate, in genere antropomorfe, condotte da un'élite di piloti chiamati MechWarrior, sono determinanti sui campi di battaglia.
MechWarrior 5: Mercenaries è ambientato nel 3015, durante l'ultimo decennio della Terza Guerra di Successione. Il giocatore è un MechWarrior mercenario in cerca di vendetta, al soldo delle varie fazioni antagoniste: è il Comandante Mason, il cui padre, Nikolai Mason (già leader della piccola compagnia di mercenari dei Nik's Cavaliers), viene ucciso in un attacco a sorpresa per garantire al figlio la fuga dai Black Inferno, sconosciuta unità mercenaria.

## Modalità di gioco
Dopo il tutorial iniziale, il giocatore, dalla consultazione della mappa stellare della Inner Sphere, ottiene la possibilità di accettare, nelle zone di guerra, contratti di lavoro per la propria squadra, ma anche di recarsi presso mercati (ove è possibile reclutare piloti, personale combattente e squadre di manutenzione, coltivandone esperienza e abilità e aiutando così il gruppo a completare gli obiettivi), o poli industriali (per acquistare componenti nuovi o di recupero per i mech, configurandoli, potenziandoli e personalizzandoli).
Il successo nelle missioni aumenta la reputazione di una compagnia e la possibilità di negoziare migliori contratti.
Le missioni della campagna (le principali sono 21), partono dall'anno fittizio 3015 (la cronologia avanzerà per anni sino all'ultima missione) e si alternano a quelle standard (le secondarie). Le missioni vanno dalla difesa di un'area alla distruzione di complessi di edifici, dalle missioni di scorta agli assassinii "eccellenti", ai raid, a missioni multiple concatenate, fino alle High Reward Quest (operazioni che permettono di guadagnare elevate ricompense).
Per buona parte della campagna, MechWarrior 5: Mercenaries offre supporto cooperativo per quattro giocatori (gestiti dal gioco o da reperire online), per unirsi all'unità mercenaria nelle varie missioni.
Al di fuori della campagna, la modalità "Instant Action" consente di dare il via a missioni isolate.

### Armamenti
Le categorie di armi impiegabili in MechWarrior 5: Mercenaries (a energia, balistiche, missilistiche) vengono rese più efficaci da una varietà di congegni complementari elettronici di monitoraggio e puntamento. Tutte le classi liberano quantità di calore deleterio per il regolare funzionamento del mech; oltrepassata una certa soglia di sicurezza, si innesca infatti, l'auto-spegnimento temporaneo del BattleMech (disattivazione che si rende necessaria per scongiurare l'esplosione del reattore a fusione che lo muove), lasciando il mech alla mercé degli avversari.

## Sviluppo
Il medesimo studio di sviluppo di MechWarrior Online, Piranha Games, nel 2016 annunciò che era in corso di lavorazione MechWarrior 5: Mercenaries.
Originariamente previsto per il 2018, il gioco singleplayer, dopo vari rinvii, è stato pubblicato il 10 dicembre 2019, seguendo le linee guida iniziali, che lo volevano come gioco di combattimento PvE basato sulla carriera scelta dal giocatore.

### Motore grafico
MechWarrior 5: Mercenaries è stato realizzato con il motore grafico Unreal Engine 4 e implementa le tecnologia ray tracing e DLSS 2.0, entrambe promosse da Nvidia.